# Emidio Taliani
Emidio Taliani (19 de abril de 1838 - 24 de agosto de 1907) foi um cardeal italiano da Igreja Católica Romana. Ele serviu como núncio na Áustria de 1896 a 1903 e foi elevado ao cardinalato em 1903.

## Biografia
Emidio Taliani nasceu em Montegallo e estudou na Universidade de Roma, onde obteve seus doutorados em teologia e em direito civil e canônico . Ele foi ordenado ao sacerdócio em 20 de Outubro de 1861, e mais tarde serviu como secretário do cardeal Carlo Sacconi .
Depois de ter sido elevado ao posto de supranumerário do Privy Chamberlain, Taliani tornou-se auditor (16 de maio de 1869) e encarregado de negócios (1870) da nunciatura na Alemanha. Foi feito a um Prelado Doméstico de Sua Santidade em 1871, e foi enviado para a nunciatura para França, onde atuou como auditor de 1875 a 1879. Taliani, em seguida, entrou ao serviço da Cúria Romana , ao ser nomeado um referendário prelado do Tribunal Supremo da Assinatura Apostólica em 17 de março de 1880. Em 1885, foi feito participante apostólico protonotário(16 de março) e auditor da Rota Romana (18 de maio). Mais tarde, ele se tornou vigário do Arcipreste da Basílica de Latrão, o cardeal Francesco Satolli, em 1889.
Em 22 de junho de 1896, Taliani foi nomeado arcebispo titular de Sebastea pelo Papa Leão XIII , recebendo sua consagração episcopal em 29 de junho do cardeal Lucido Parocchi. Ele foi nomeado núncio na Áustria em 24 de julho do mesmo ano. Como Núncio, serviu como representante ou embaixador do papa naquele país. Taliani foi feito um
- Grã-Cruz da Ordem de Santo Estevão da Hungria (1903)
- Comandante da 2ª Classe da Ordem de Albert (Saxônia, 1870)
- Comandante da Real Ordem de Francisco I (Nápoles)
- Comandante da Ordem de Carlos III (Espanha)
- Légion d'honneur (França)

Como era costume, o papa Leão o criou cardeal-sacerdote de San Bernardo alle Terme no consistório de 22 de junho de 1903, quando deixou de servir como núncio. Mais tarde nesse ano, Taliani participou do conclave papal que selecionou o sucessor de Leo, o Papa Pio X .
O cardeal Taliani morreu em Montegallo, sua nativa, aos 69 anos. Depois de ficar em estado na Catedral de Ascoli, seu corpo foi enterrado no túmulo de sua família no cemitério de Ascoli.

## Link Externo
- Catholic-Hierarchy [self-published]
- Cardinals of the Holy Roman Church